# Marcus Werner (Rechtsanwalt)
Marcus Werner (* 24. März 1965 in Bonn) ist ein deutscher Rechtsanwalt und Informatiker. Er ist als Fachanwalt in Köln im IT-, Datenschutz- und Internetrecht sowie im Gesellschaftsrecht tätig und (seit 2015) Vorstandsmitglied des Deutschen Anwaltvereins.

## Karriere
Werner studierte die Rechtswissenschaften, Mathematik und Informatik an der Rheinischen Friedrich-Wilhelms-Universität Bonn, der Eberhard Karls Universität Tübingen sowie der FernUniversität in Hagen; die Promotion zum Dr. jur. folgte 1995 bei Herbert Fiedler in Bonn. Von 1990 bis 1995 war er bei Kienbaum Unternehmensberatung als Seniorberater tätigt, seit 1995 ist er Rechtsanwalt. Ende der 1990er Jahre engagierte Werner sich zusammen mit seinem Seniorpartner Manfred Brüning für die Entschädigung von NS-Zwangsarbeitern und entwickelte zusammen mit anderen ein auf einer Stiftung basierendes Entschädigungs-Konzept samt Gesetzentwurf, der jedoch nicht aufgegriffen wurde.
Werner wurde durch mehrere Anträge gegen das besondere elektronische Anwaltspostfach (beA) bekannt, die im Wege der einstweiligen Anordnung zur Untersagung führten, Postfächer für Anwälte freizuschalten, von denen kein entsprechendes Einverständnis vorlag.
Werner ist seit 2012 ehrenamtlicher Richter am Kölner Anwaltsgericht tätig. Werner ist seit 2017 stellvertretender Vorsitzender des Kölner Anwaltvereins; zuvor war dessen Schatzmeister.

## Veröffentlichungen
- mit Henning Jaeger: AnwaltFormulare EDV- und Internet-Recht: Erläuterungen und Muster. Deutscher Anwaltverlag, Bonn 2007, ISBN 978-3-8240-0547-5.
- mit Manfred Brüning: Organisationshandbuch für die Anwaltskanzlei. Deutscher Anwaltverlag, Bonn 2001, ISBN 978-3-8240-0293-1.
- mit Manfred Brüning, Daniela Langen: Entschädigung für Zwangsarbeiter, Ein Gesetzesentwurf für die Stiftung „Entschädigung für NS-Zwangsarbeit“. Köln 1999.
- mit Manfred Brüning, Daniela Langen, Klaus von Münchhausen: Entschädigung für Zwangsarbeiter, Modelle für die Lösung einer offenen historischen Aufgabe. Köln 1999.
- Elektronische Datenverarbeitung und Zivilprozeß: Datenschutz und Datensicherung bei der Anwendung elektronischer Datenverarbeitung im Zivilprozeß. Nomos, Baden-Baden 1995, ISBN 3-7890-3912-8.
- Untersuchungen zum Datenschutz und zur Datensicherung bei der Anwendung elektronischer Datenverarbeitung im Zivilprozeß (Diss.). Köln 1994.
- mit Alex G. Koetz, Dirk Hagener, Hartmut Löw: Organisation der Kollegialgerichte und des Instanzenzuges der ordentlichen Gerichtsbarkeit. Köln 1993.